# سه‌تار شکسته
سه‌تار شکسته اوّلین مجموعه شعری است که سیمین بهبهانی منتشر کرد. این کتاب در سال ۱۳۳۰ منتشر شد.